# Hidetoshi Nakata
Hidetoshi Nakata (på japansk: 中田 英寿) (født 22. januar 1977 i Kofu, Japan) er en tidligere japansk fodboldspiller, der spillede som midtbanespiller hos adskillige europæiske klubber, samt Bellmare Hiratsuka i sit hjemland. Hans præstationer har givet ham et renommé som en af de bedste japanske spillere gennem tiden.
Nakata blev i 2004, som den eneste japaner, udvalgt til FIFA 100, en kåring af de 125 bedste nulevende fodboldspillere gennem historien, og blev også i både 1997 og 1998 kåret til Årets spiller i Asien.
Nakata vandt i 2001 Serie A med AS Roma og året efter Coppa Italia med Parma FC.

## Landshold
Nakata nåede i løbet af sin karriere at spille 77 kampe og score 11 mål for Japans landshold, som han repræsenterede i årene mellem 1997 og 2006. Han var en del af den japanske trup til både VM i 1998, VM i 2002 og VM i 2006. Derudover var han også tre gange med til Confederations Cup med sit land.

## Japans fodboldlandshold
| Japans landshold | Japans landshold | Japans landshold |
| År               | Kmp              | Mål              |
| ---------------- | ---------------- | ---------------- |
| 1997             | 16               | 5                |
| 1998             | 10               | 1                |
| 1999             | 3                | 0                |
| 2000             | 4                | 0                |
| 2001             | 7                | 1                |
| 2002             | 8                | 2                |
| 2003             | 11               | 1                |
| 2004             | 2                | 0                |
| 2005             | 10               | 0                |
| 2006             | 6                | 1                |
| Total            | 77               | 11               |

## Titler
Serie A
- 2001 med AS Roma

Coppa Italia
- 2002 med Parma FC